# Мігаргел (Техас)
Мігаргел (англ. Megargel) — місто (англ. town) в США, в окрузі Арчер штату Техас. Населення — 174 особи (2020).

## Географія
Мігаргел розташований за координатами 33°27′12″ пн. ш. 98°55′46″ зх. д. / 33.45333° пн. ш. 98.92944° зх. д. (33.453371, -98.929398).  За даними Бюро перепису населення США в 2010 році місто мало площу 1,59 км², з яких 1,57 км² — суходіл та 0,02 км² — водойми.

## Демографія
Згідно з переписом 2010 року, у місті мешкали 203 особи в 86 домогосподарствах у складі 61 родини. Густота населення становила 127 осіб/км².  Було 133 помешкання (83/км²).
Расовий склад населення:
| - 93,6 % — білих - 1,0 % — корінних американців - 1,0 % — осіб інших рас |

До двох чи більше рас належало 4,4 %. Частка іспаномовних становила 2,5 % від усіх жителів.
За віковим діапазоном населення розподілялося таким чином: 21,7 % — особи молодші 18 років, 62,0 % — особи у віці 18—64 років, 16,3 % — особи у віці 65 років та старші. Медіана віку мешканця становила 45,3 року. На 100 осіб жіночої статі у місті припадало 89,7 чоловіків;  на 100 жінок у віці від 18 років та старших — 109,2 чоловіків також старших 18 років.
Середній дохід на одне домашнє господарство  становив 79 776 доларів США (медіана — 51 136), а середній дохід на одну сім'ю — 61 038 доларів (медіана — 51 932). За межею бідності перебувало 2,7 % осіб, у тому числі 0,0 % дітей у віці до 18 років та 0,0 % осіб у віці 65 років та старших.
Цивільне працевлаштоване населення становило 107 осіб. Основні галузі зайнятості: освіта, охорона здоров'я та соціальна допомога — 30,8 %, сільське господарство, лісництво, риболовля — 15,0 %, будівництво — 12,1 %, мистецтво, розваги та відпочинок — 9,3 %.